# Abdul Razak (Fußballspieler, 1992)
Abdul Razak (* 11. November 1992 in Abidjan) ist ein ehemaliger ivorischer Fußballspieler.

## Karriere

### Jugend
Razak wurde in Abidjan geboren und spielte für die Jugendabteilung des örtlichen ASEC Mimosas. Der Verein gilt für talentierte Spieler als Sprungbrett nach Europa, so entstammen seiner Jugendabteilung nationale Idole wie Didier Drogba oder die Brüder Kolo und Yaya Touré, mit denen er später in Manchester in einer Mannschaft spielen sollte. Zuerst erweckte Razak allerdings das Interesse von Crystal Palace. Neil Warnock, von 2007 bis 2010 Cheftrainer von Crystal Palace, schilderte dies in seiner Kolumne in der Independent wie folgt:
Razak sei als 15-Jähriger ohne Pass nach London gekommen und bei einem Auswahlturnier von Scouts entdeckt worden. In der Folge habe sich der Verein um Razak gekümmert, habe ihm Geld, Unterkunft zur Verfügung gestellt und bei den Londoner Behörden eine Aufenthaltsgenehmigung erwirkt. Warnock schrieb, er habe selten einen so talentierten Fußballspieler gesehen. Eines Tages allerdings sei Razak einfach verschwunden – bis Warnock ihn wenige Monate später beim Erstligisten Manchester City habe spielen sehen.

### Manchester City
Seit Juli 2010 spielte Razak bei Manchester City in der Jugendabteilung. Nachdem er ein halbes Jahr lang zu keinem Einsatz gekommen war, wurde er im Februar 2011 erstmals in der Reservemannschaft und überraschend drei Tage später auch in der ersten Mannschaft eingesetzt. Dieses Premier-League-Debüt gab er gegen West Bromwich Albion, als er wenige Minuten vor Spielende eingewechselt wurde. In der Folgezeit verblieb er vorerst in der Reservemannschaft.
Um ihm weiter Spielpraxis zu gewähren, verliehen die Citizens Razak im Oktober 2012 an den FC Portsmouth. Kurz vor dem Leihgeschäft kam der Ivorer im League Cup zu zwei weiteren Einsätzen in der ersten Mannschaft, in deren Zusammenhang Roberto Mancini, Cheftrainer der Citizens, Razaks Talent lobte und ihn gar mit dem ghanaischen Mittelfeldspieler des FC Chelsea, Michael Essien verglich. Nach nur einem Monat in Portsmouth kehrte Razak nach Manchester zurück, um im Februar 2012 eine Leihe in Brighton anzutreten. Nach sechs Einsätzen dort und einer weiteren Kurzleihe bei Charlton Athletic fand er sich ab Oktober 2012 erneut auf der Bank von Manchester City wieder und kam in der Folgezeit der Saison zu zwei weiteren Premier-League-Einsätzen. Vor der Leihe in Charlton konnte Razak im August 2012 das FA Community Shield gegen den FC Chelsea gewinnen.

### Kurzaufenthalte in England, Russland und Griechenland
Am 2. September 2013 wurde Razak bis zum Saisonende an den russischen Erstligisten Anschi Machatschkala ausgeliehen. Mit seinem ersten Ligaeinsatz Ende September wurde er aufgrund einer Vertragsklausel fest vom russischen Klub verpflichtet. Unter Trainer Gadschi Gadschijew schwankte er bis zum Jahresende zwischen Startelf und Ersatzbank, bis zum Beginn der Winterpause Anfang September bestritt er sieben Partien in der Premjer-Liga. 
Am 30. Januar 2014 wurde Razak bis zum Saisonende an West Ham United ausgeliehen. Ohne einen Spieleinsatz in der englischen Meisterschaft kehrte er nach Ende der Leihfrist Ende März nach Russland zurück. Dort blieb er bis zum Sommer ohne Spieleinsatz, anschließend schloss er sich OFI Kreta in der griechischen Super League an. Bis zum Jahresende bestritt er neun Ligaspiele für den im Abstiegskampf befindlichen Klub, ehe er erneut den Verein wechselte und nach England zurückkehrte. Für die Doncaster Rovers bestritt er in der drittklassigen Football League One die Rückrunde der Spielzeit 2014/15, die der Zweitligaabsteiger auf dem 13. Tabellenplatz beendete.

### Sesshaft in Schweden
Zunächst war Razak ab Sommer 2015 ohne Verein, ehe er nach Probetrainings unter anderem bei verschiedenen schwedischen Klubs Ende März 2016 am Ende der Winterwechselperiode einen Vertrag beim AFC United unterzeichnete. Nachdem ihn eine Verletzung zu Saisonbeginn ausgebremst hatte, überzeugte er beim seinerzeitigen Zweitligisten in der zweiten Saisonhälfte und bestritt zwölf Saisonspiele. Am Ende der Spielzeit stieg er mit dem Klub erstmals in der Vereinsgeschichte in die Allsvenskan auf. Im Januar warb ihn der zweifache Europapokalsieger IFK Göteborg ab, bei dem er einen Drei-Jahres-Vertrag unterzeichnete. Dort kam er unter Trainer Jörgen Lennartsson nur unregelmäßig zum Zug, so dass ihn der Klub ab Mitte Juli des Jahres an seinen mittlerweile in AFC Eskilstuna umbenannten vormaligen Verein verlieh.

## Nationalmannschaft
Im November 2012 debütierte Razak in der A-Nationalmannschaft seines Landes im Freundschaftsspiel gegen Österreich. Nach zwei weiteren Testspieleinsätzen gegen Russland und Ägypten gehört er zum Aufgebot der Elfenbeinküste beim Afrika-Cup 2013 in Südafrika.

## Erfolge
- FA Community Shield: 2012